# Eucephalacris sinopana
Eucephalacris sinopana är en insektsart som beskrevs av Christiane Amédégnato och Poulain 1987. Eucephalacris sinopana ingår i släktet Eucephalacris och familjen gräshoppor. Inga underarter finns listade i Catalogue of Life.